# Žabokliky
Žabokliky je malá vesnice, část obce Nové Sedlo v okrese Louny. Nachází se asi tři kilometry jihozápadně od Nového Sedla. Začínala zde bývalá železniční trať Žabokliky – Březno u Chomutova. Také tudy prochází železniční trať Plzeň–Žatec. V roce 2011 zde trvale žilo 32 obyvatel.
Žabokliky je také název katastrálního území o rozloze 4,4 km².

## Historie
První písemná zmínka o obci pochází z roku 1318.

## Obyvatelstvo
Při sčítání lidu v roce 1921 zde žilo 189 obyvatel (z toho 95 mužů), z nichž byli tři Čechoslováci, 185 Němců a jeden cizinec. Kromě jednoho evangelíka a čtyř židů byli římskými katolíky. Podle sčítání lidu z roku 1930 měla vesnice 213 obyvatel: 33 Čechoslováků, 175 Němců a pět cizinců. Kromě dvou členů církve československé a deseti lidí bez vyznání se hlásili k římskokatolické církvi.
|                                                                               | 1869 | 1880 | 1890 | 1900 | 1910 | 1921 | 1930 | 1950 | 1961 | 1970 | 1980 | 1991 | 2001 | 2011 |
| ----------------------------------------------------------------------------- | ---- | ---- | ---- | ---- | ---- | ---- | ---- | ---- | ---- | ---- | ---- | ---- | ---- | ---- |
| Obyvatelé                                                                     | 164  | 195  | 194  | 196  | 180  | 189  | 213  | 106  | 122  | 95   | 55   | 39   | 32   | 32   |
| Domy                                                                          | 28   | 32   | 34   | 35   | 36   | 36   | 39   | 32   | .    | 22   | 17   | 22   | 21   | 26   |
| Počet domů z roku 1961 je zahrnut v celkovém počtu domů místní části Sedčice. |      |      |      |      |      |      |      |      |      |      |      |      |      |      |

## Pamětihodnosti
- Dominantou vesnice je barokní areál památkově chráněné fary a kostela svatého Bartoloměje z první čtvrtiny osmnáctého století.[8] Třetím památkově chráněným objektem je dům čp. 2 s knihovnou.

## Galerie

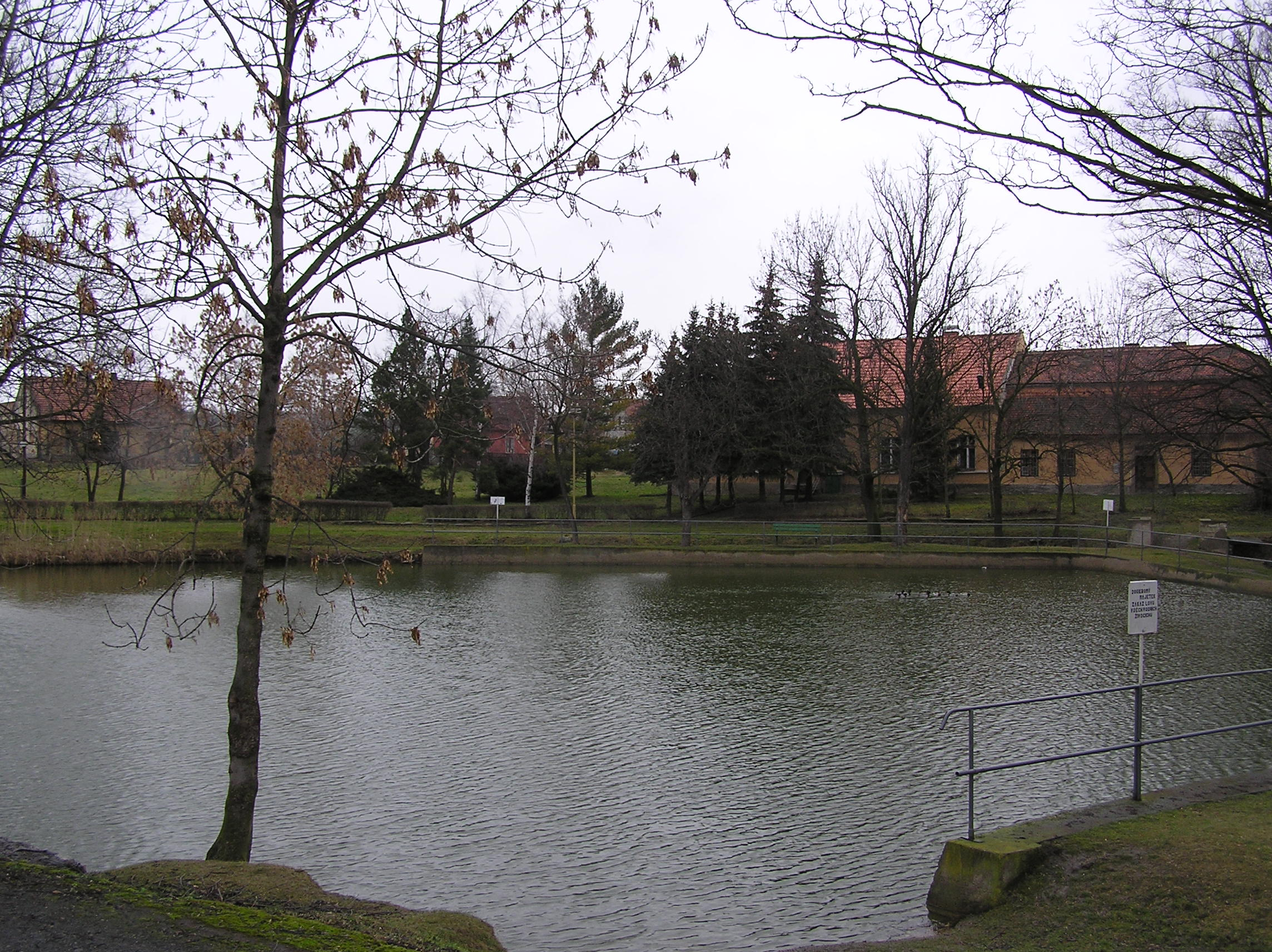
Náves s rybníkem
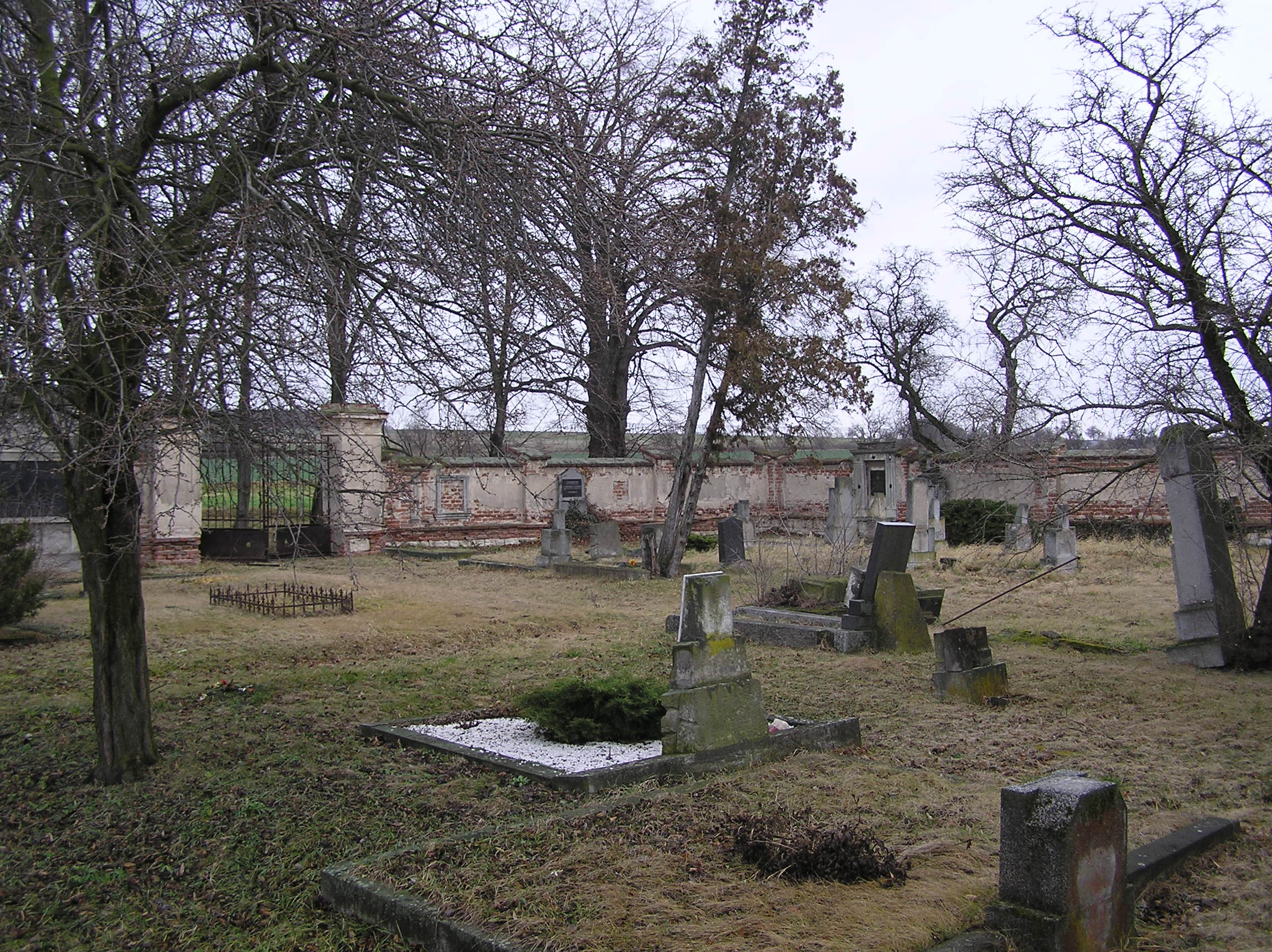
Hřbitov
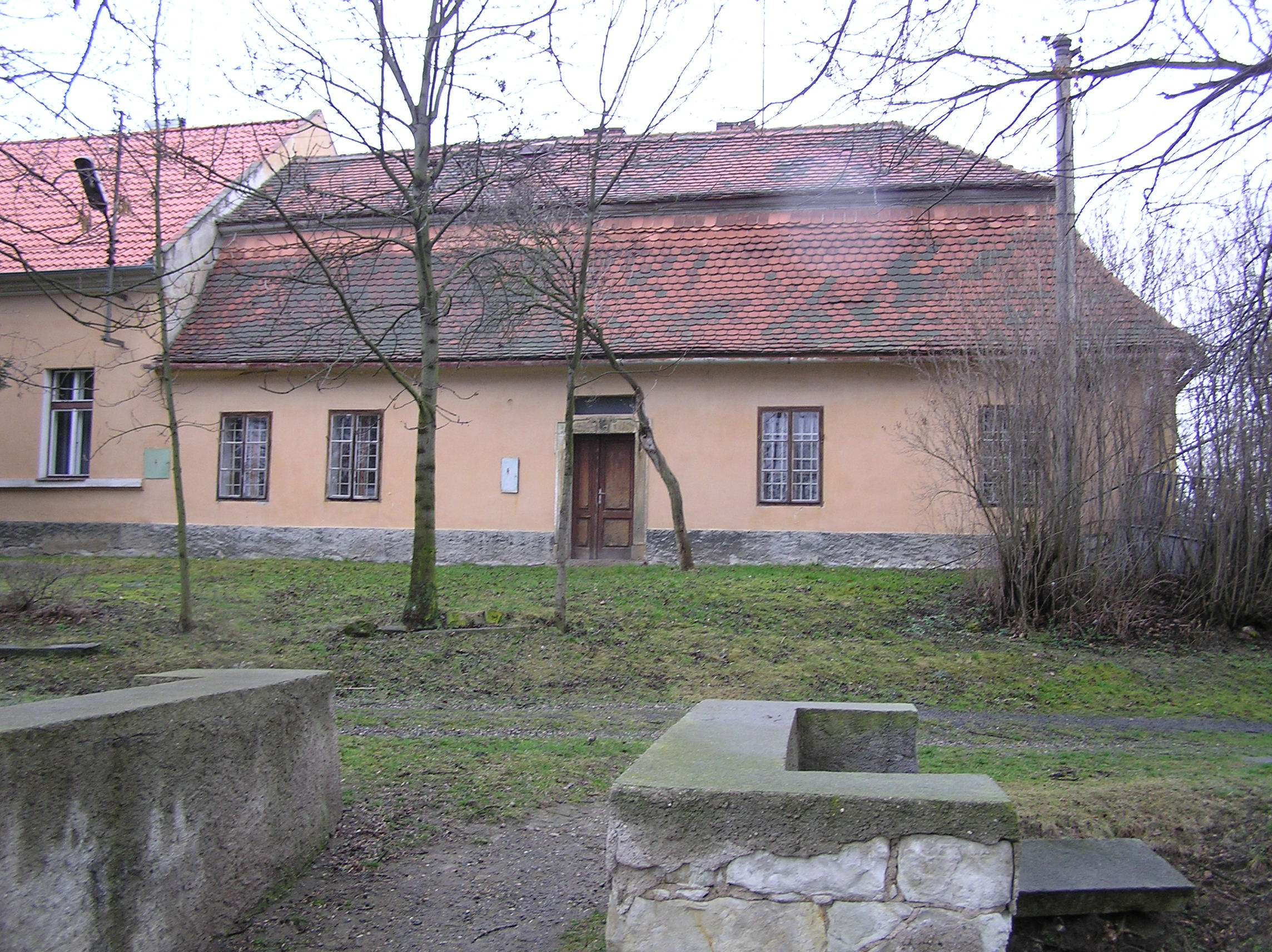
Dům čp. 2 z roku 1788
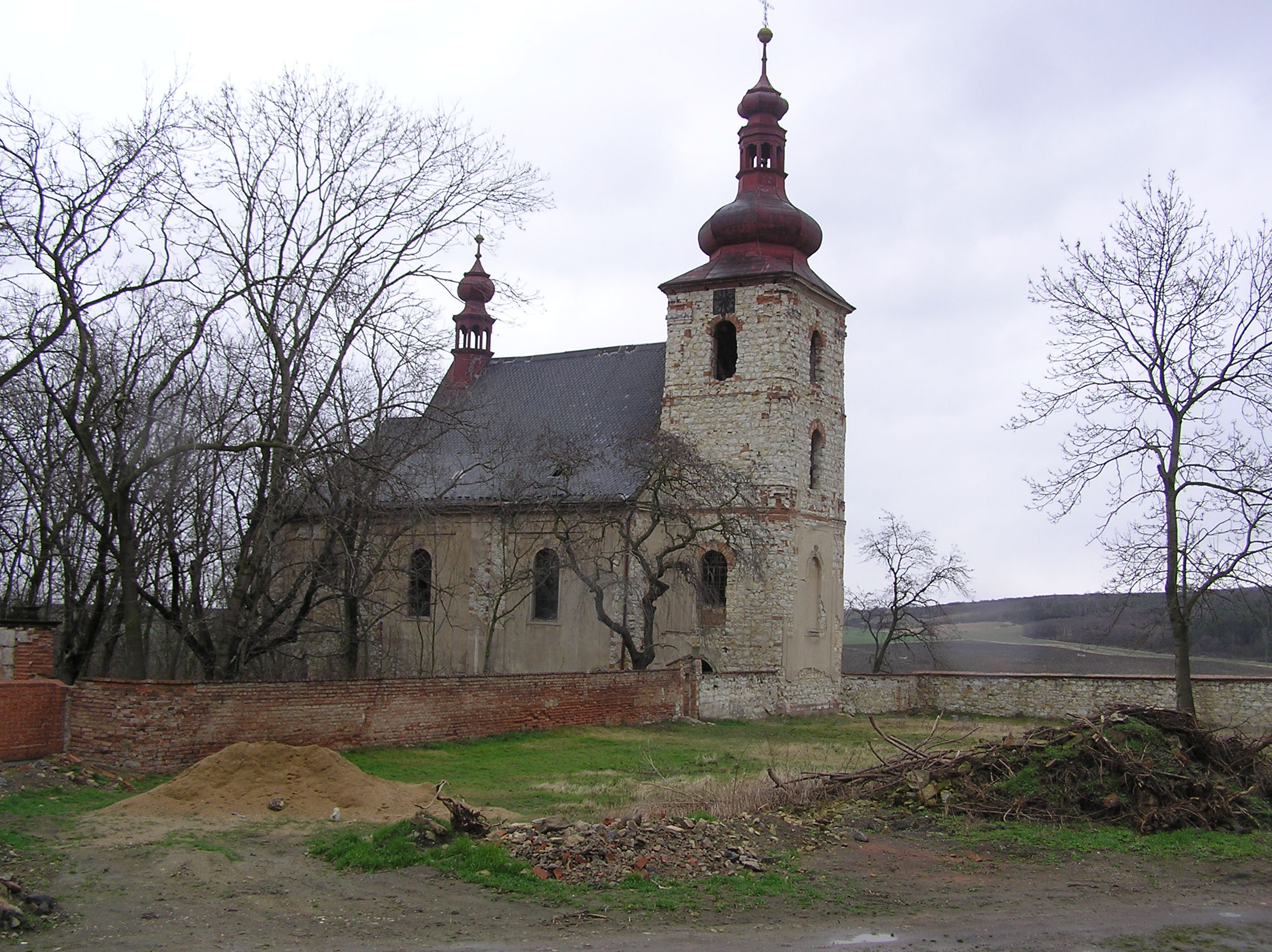
Kostel sv. Bartoloměje